# ریک رندرس
ریک رندرس (انگلیسی: Rik Renders; ۶ نوامبر ۱۹۲۲ – ۲۴ دسامبر ۲۰۰۸) دوچرخه‌سوار اهل بلژیک بود.